# Mezquitic
Mezquitic är en kommun i Mexiko.   Den ligger i delstaten Jalisco, i den centrala delen av landet, 600 km nordväst om huvudstaden Mexico City. Antalet invånare är 15 674. Arean är 3 151 kvadratkilometer.
Terrängen i Mezquitic är huvudsakligen bergig, men åt nordost är den kuperad.
Följande samhällen finns i Mezquitic:
- San Andrés Cohamiata
- San Miguel
- San Sebastián Teponahuaxtlán
- El Popote
- El Chalate
- La Ciénega de Huaistita
- La Laguna
- Pochotita
- Tecolote
- San Luisito
- Guamuchilillo
- Las Latas
- Mayehekwa Pueblo Nuevo 2
- San José el Tesorero
- Soconita
- El Zapote
- Ocota de los Llanos
- Popotita
- Codorniz
- Los Lobos
- Carrizal
- Santa Catarina Cuexcomatitlán
- Taimarita
- Totuate
- Pueblo Nuevo
- Tierra Colorada
- San Juan de Navarrete